# Cincocromita
La cincocromita o zincocromita es un mineral de la clase de los minerales óxidos, y dentro de esta pertenece al llamado “grupo de la espinela”. Fue descubierta cerca del lago Onega, en Carelia (Rusia), siendo nombrada así por ser el análogo de la cromita con zinc, aprobada como mineral en 1987. Un sinónimo es su clave: IMA1986-015.

## Características químicas
Es un óxido de zinc y cromo, que cristaliza en el sistema cristalino cúbico.

## Formación y yacimientos
En la localización que fue descubierta en Rusia aparece reemplazando a la egirina-crómica en rocas micáceas metasomatitas. Suele encontrarse asociado a otros minerales como: cuarzo, egirina crómica y sus productos de descomposición amorfos.